# Pyxis
Pyxis (Pyx), a Bússola, é uma constelação do hemisfério celestial sul. O genitivo, usado para formar nomes de estrelas, é Pyxidis. É uma das 14 constelações criadas pelo astrônomo francês Nicolas Louis de Lacaille no século XVIII.
As constelações vizinhas são Hydra, Puppis, Vela e Antlia.